# Veliki Okič
Veliki Okič je vesnice, jedno ze 30 sídel občiny Videm ve Slovinsku. Nachází se v Podrávském regionu na území historického Dolního Štýrska. Rozloha vsi je 2,99 km² a k 1. lednu 2016 zde žilo 73 obyvatel.

## Poloha, popis
Sídlo se rozkládá v jihovýchodní části občiny Videm. Její území je úzké a protáhlé od severu k jihu v délce zhruba 4,5 km. Nadmořská výška je zhruba od 260 m na severu až po 400 m na jihu při státní hranici s Chorvatskem. Ze silnice č. 690 jsou jednotlivé části vesnice dostupné jen po místních silnicích. Vzdálenost do správního střediska občiny Videm pri Ptuju je vzdušnou čarou 8 km.